# Monoterapia
Monoterapia – określenie, które może być stosowane do różnych form oddziaływań leczniczych i terapeutycznych, ale najczęściej oznacza stosowanie pojedynczego leku. Monoterapia pozwala ograniczyć skutki uboczne leczenia, a także umożliwia precyzyjne określenie oddziaływania danego leku na organizm. Przeciwieństwo politerapii.